# Стрельба на летних Олимпийских играх 1896
Соревнования по стрельбе на I летних Олимпийских играх прошли с 8 по 12 апреля. В них приняли участие спортсмены из 7 стран, которые соревновались в пяти дисциплинах. Все мероприятия проходили в городе Калитея.

## Медали

### Общий медальный зачёт
(Жирным выделено самое большое количество медалей в своей категории; принимающая страна также выделена)
| Общее количество медалей |        |        |         |        |       |
| Место                    | Страна | Золото | Серебро | Бронза | Всего |
| 1                        | Греция | 3      | 3       | 3      | 9     |
| 2                        | США    | 2      | 1       | 0      | 3     |
| 3                        | Дания  | 0      | 1       | 2      | 3     |

### Медалисты
| Дисциплина                | Золото                     | Серебро                   | Бронза                   |
| Армейская винтовка, 200 м | Пантелис Карасевдас Греция | Павлос Павлидис Греция    | Николаос Трикупис Греция |
| Армейская винтовка, 300 м | Георгиос Орфанидис Греция  | Иоаннис Франгудис Греция  | Вигго Йенсен Дания       |
| Армейский пистолет, 25    | Джон Пейн США              | Самнер Пейн США           | Николаос Доракис Греция  |
| Скоростной пистолет, 25 м | Иоаннис Франгудис Греция   | Георгиос Орфанидис Греция | Хольгер Нильсен Дания    |
| Пистолет, 50 м            | Самнер Пейн США            | Хольгер Нильсен Дания     | Иоаннис Франгудис Греция |

## Страны
В соревнованиях участвовал 61 спортсмен из семи стран:
- Великобритания (2)
- Греция (50)
- Дания (3)
- Италия (1)
- США (3)
- Франция (1)
- Швейцария (1)